# ياماها واي أم 3526

ياماها واي أم 3526 (بالإنجليزية: YM3526)‏ تسمى أيضاً OPL اختصار لـ (FM Operator Type-L)، هي شريحة صوتية طورت من قبل ياماها كقناة تسعة قليلة التكلفة، محولان FM. استخدمت بصورة ملحوظة في توسعات كومودور 64، موسع الصوت، بالإضافة إلى عدد من ألعاب ألعاب آركيد، مثل بوبل بابل.
وتعتبر شريحة Y8950 أو MSX-AUDIO قريبة جدا منها، والتي استخدمت في توسعة صخر. وهو في الأساس YM3526 مع القدرة على تسجيل وتشغيل ADPCM .

## وصلات خارجية
- معلومات عن برمجة سلسلة OPL